# Surinamiet
Het mineraal surinamiet is een magnesium-ijzer-aluminium-beryllium-silicaat met de chemische formule (Mg, Fe2+)3Al4BeSi3O16. Het behoort tot de inosilicaten.

## Eigenschappen
Het blauwe of blauwgroene surinamiet heeft een witte streepkleur en de splijting van het mineraal is goed volgens het kristalvlak [010]. Het kristalstelsel is monoklien. Surinamiet heeft een gemiddelde dichtheid van 3,58.

## Ontdekking
Het mineraal is in 1974 ontdekt door de Nederlandse petroloog Emond de Roever en Ed Murray van de Geologisch Mijnbouwkundige Dienst van Suriname, in een monster dat 15 jaar eerder was genomen in het Bakhuisgebergte. 
De Roever had in een microscopische doorsnede van het gesteentemonster een merkwaardig blauw mineraal gezien dat hij niet kon thuisbrengen. Hij vermoedde dat het een nieuwe soort was, maar dat is buitengewoon moeilijk aan te tonen. Om als nieuw mineraal internationaal erkend te worden, is een van de drie essentiële eisen een nieuw eigen structuurpatroon, aan te tonen met het XRD-apparaat. Maar de twintig korreltjes die De Roever ter beschikking had waren niet groter dan het twintigste deel van een millimeter. Toch kon Murray de korreltjes in een haarfijn glasbuisje in een XRD-camera plaatsen en dat leverde een scherpe foto op, met een nieuw, uniek patroon.
De Roever noemde het mineraal naar het land Suriname waar het voor het eerst gevonden was. De naam is geaccepteerd door de Commission on New Minerals and Mineral Names van de International Mineralogical Association. Later is surinamiet op nog ten minste vijf andere plaatsen ter wereld aangetroffen.